# North Cave
North Cave est un village et une paroisse civile du Yorkshire de l'Est, en Angleterre.